# 阿瑟·黑利
阿瑟·黑利（英語：Arthur Hailey，1920年4月5日—2004年11月24日），作家，具有英国和加拿大双重国籍。二战时曾为英国皇家空军飞行员，最終階級為空軍上尉。战后定居多伦多。主要作品有《大饭店》（1965年）等。